# Psilotreta
Psilotreta is een geslacht van schietmotten van de familie Odontoceridae.

## Soorten
- P. abudeb H Malicky & P Chantaramongkol, 1991
- P. aello H Malicky & P Chantaramongkol, 1996
- P. aidoneus H Malicky, 1997
- P. albogera W Mey, 1997
- P. amera HH Ross, 1939
- P. androconiata W Mey, 1997
- P. anfracta HY Yuan & LF Yang, 2008
- P. aran H Malicky, 2009
- P. assamensis CR Parker & Wiggins, 1987
- P. assur H Malicky & P Chantaramongkol, 2009
- P. baureo H Malicky, 1989
- P. bidens W Mey, 1995
- P. cuboides HY Yuan, LF Y
- P. chinensis Banks, 1940
- P. daidalos H Malicky, 2000
- P. daktylos H Malicky, 2000
- P. daphnis H Malicky, 2000
- P. dardanos H Malicky, 2000
- P. dehiscentis HY Yuan, CH S
- P. excavata HY Yuan, LF Y
- P. expers HY Yuan & LF Yang, 2008
- P. falcula L Botosaneanu, 1970
- P. frigidaria W Mey, 1997
- P. frontalis Banks, 1899
- P. illuan H Malicky, 1989
- P. indecisa (Walker, 1852)
- P. japonica (Banks, 1906)
- P. jaroschi H Malicky, 1995
- P. kisoensis M Iwata, 1928
- P. kwantungensis Ulmer, 1926
- P. labida HH Ross, 1944
- P. lobopennis C Hwang, 1957

- P. locumtenens L Botosaneanu, 1970
- P. ochina Mosely, 1942
- P. orientalis C Hwang, 1957
- P. papaceki H Malicky, 1995
- P. porrecta HY Yuan, CH S
- P. pyonga J Olah, 1985
- P. qinglingshanensis W Mey & L Yang, 2001
- P. quadrata F Schmid, 1959
- P. quin H Malicky & P Chantaramongkol, 1991
- P. quinlani DE Kimmins, 1964
- P. rectangula HY Yuan & LF Yang, 2008
- P. rossi JB Wallace, 1970
- P. rufa (HA Hagen, 1861)
- P. schmidi CR Parker & Wiggins, 1987
- P. spinata HY Yuan & LF Yang, 2008
- P. spitzeri H Malicky, 1995
- P. tenuispina HY Yuan & LF Yang, 2008
- P. trispinosa F Schmid, 1965
- P. vertebrata HY Yuan, LF Y
- P. watananikorni H Malicky & P Chantaramongkol, 1995